# Konnus kanal
Konnus kanal (fi. Konnuksen kanava) är kanal som förbinder sjöarna Kallavesi och Unnukka i Leppävirta kommun i Norra Savolax. Kanalområdet ligger 8 kilometer från Leppävirta kyrkby och består av tre kanaler varav de två äldre är sevärdheter. Kanalen är cirka 250 meter lång, har en sluss och en höjdskillnad på 0,15–0,90 meter. Kanalen är byggd 1836–1841, förnyad åren 1865–1868, 1917–1919 och 1968–1971.